# Diabetes insipidus
Diabetes insipidus är en sällan förekommande endokrin sjukdom som orsakas av brist på hormonet vasopressin (ADH) som reglerar återsuget av vätska i njurarna, med stora urinmängder som följd. Diabetes insipidus har inget annat än namnet gemensamt med diabetes mellitus.
Vid diabetes insipidus kan urinmängden i extrema fall överstiga 20 liter per dygn, vilket kan jämföras med den normala urinvolymen 1,5 liter per dygn. De stora utsöndringen av vätska i kroppen via urinen leder till symptom i form av mycket kraftig törst.
Diabetes insipidus beror på att hypofysens förmåga att producera det urinreglerande hormonet ADH (vasopressin) är satt ur funktion. ADH bildas i nervceller i en region av hjärnan som kallas hypotalamus. Från denna sträcker sig sedan nervtrådar till hypofysens baklob, även kallad neurohypofysen som är en endokrin körtel. Från hypofysen frisätts sedan ADH till blodbanan. Orsaker till diabetes insipidus kan vara mekaniska skador på hypofysens baklob eller hypotalamus. Men även patologiska processer som autoimmuna reaktioner kan ligga bakom bortfallet av ADH-produktion.
Det finns även en typ som är ärftlig.
I maj 2012 lyckades en läkare på Centralsjukhuset i Karlstad identifiera en variant av sjukdomen som hade drabbat några patienter. Det visade sig att patienterna var släkt med varandra, och varianten hade uppkommit genom mutation.
Sjukdomen kan framgångsrikt behandlas med gentekniskt framställt ADH.

## Orsak
Diabetes insipidus orsakas av brist på vasopressin eller ett strukturfel i vasopressinreceptorn, orsakat av en mutation, vilket medför oförmåga att bevara samt bibehålla en optimal vattennivå i kroppen. Njurarna släpper förbi stora mängder utspädd urin oavsett kroppens uttorkningsnivå, detta leder till symptom som kraftig törst, kopiösa intag av vatten (upp till 20 liter per dag). Även andra symptom förekommer, så som torr hud och förstoppning.  

## Diagnos
Ett så kallat törstprov kan göras om man misstänker diabetes insipidus. Har man ökade urinmängder och förhöjd koncentration av blod (ökad serum-osmolalitet, osmolalitet beskriver det totala antalet mol lösta molekyler i ett kilo lösning) tillsammans med sjukdom eller skada i hypofys/hypotalamus behövs inte alltid törstprov. Men om diagnosen är oklar, och man inte vet om det ökade intaget av vätska beror på psykogen polydipsi (poly = mycket, dipsi = dricka) dvs. man dricker mycket på grund av psykiska orsaker som till exempel stress, görs ett törstprov. 

## Behandling
Patienter som drabbas av diabetes insipidus behöver omedelbar vård på grund av att kroppens känsliga vatten- och saltbalans är hotad. Det är viktigt att utföra en kunnig bedömning baserad på att hitta kännetecken, sedan ingripa snabbt med rätt behandling och samtidigt fortsätta att hålla koll på patientens tillstånd. Det som är komplicerat är att den korrekta behandlingen beror på orsaken hos den enskilde patienten. Därför måste läkaren bedöma om felet sitter i hjärnan, alltså att det är bristande utsöndring av ADH från hypofysen som är orsaken till sjukdomen, eller om felet sitter i njuren.  
Om sjukdomen orsakas av bristande utsöndring av ADH från hypofysen behandlas den med en ADH-liknande medicin som heter Minirin. Detta läkemedel finns som smälttablett, vanlig tablett och som nässpray. Behandlingen är effektiv och personer som har sjukdomen kan leva ett normalt liv utan större problem, bara behandlingen sköts som den ska.